# Захаров, Павел Алексеевич
Павел Алексеевич Захаров (род. 7 августа 1988, Сосновый Бор, Ленинградская область) — российский волейболист, доигровщик.

## Клубная карьера
Мастер спорта по волейболу.
Воспитанник сосновоборской ДЮСШ (тренер Сергей Анатольевич Каткин). На протяжении карьеры волейболист играл за Ленинградскую «Балтику», пермское «Прикамье», казанские «Динамо-Таттрансгаз» и «Зенит».
Победитель кубка России, принимал участие в Лиге чемпионов.
С 2014 года выступал за «Югру-Самотлор» из Нижневартовска, в 2017 году перешёл в «Енисей».
Был в составе команды «Локомотив» с 2018 года,а в сезоне-2019/20, стал чемпионом России.
Принимал участие в Суперлиге чемпионата Турции по волейболу за команду Соргун.
С составе команды Аль-Шамал участвовал в чемпионате по волейболу в Катаре.

## Достижения
- Серебряный призёр Кубка Сибири и Дальнего Востока (2016)
- Чемпион России (2019/20)
- Обладатель Кубка России (2009)